# Denis Marquet
Pour les articles homonymes, voir Marquet.
Denis Marquet est un philosophe, thérapeute et romancier français né le 9 février 1964 à Chalon sur Saône.

## Biographie
Ayant vécu toute son enfance à Lyon, il fait ses études supérieures à l’École normale supérieure de la rue d’Ulm. Il est agrégé de philosophie en 1987.
Il enseigne ensuite à l’université de Paris XII et à Sciences Po Paris, tout en expérimentant la psychanalyse et diverses écoles de psychothérapie.
En 1997, il crée le premier cabinet de philosophe-thérapeute. Cette pratique d’accompagnement philosophique à visée thérapeutique, nouvelle en France, repose pour Denis Marquet sur l’idée que les souffrances psychiques ont souvent pour origine le fait que le sens de la vie n’est pas vécu, ni interrogé. Sa méthode est une maïeutique d’inspiration socratique mise au service de la personne vue comme un être unique. Sa démarche est relayée par les médias et il écrit de nombreux articles pour Psychologies Magazine et Nouvelles Clés,.

## Romans
Son premier roman, Colère, paraît en 2001 et est un succès traduit en 8 langues,.
En 2003, il publie Père, roman à base autobiographique sur sa naissance à la paternité, puis La Planète des fous en 2005 et Mortelle Éternité en 2008.
En mai 2016, il revient au roman en publiant Le Testament du Roc, l’histoire de Jésus vue par les yeux de son plus proche disciple, Pierre (le Roc).

## Œuvre philosophique
En 2010, son premier essai philosophique, Éléments de philosophie angélique, « rassemble de courts textes – parfois sous forme de dialogues – autour du devenir humain, et cherche à nous éveiller à la positivité humaine, chemin qui s’atteint par le dépassement de nos pulsions », au profit de notre vrai désir. Car la vérité d’un être n’est pas fixe, elle est une dynamique : l’élan de l’être unique qui aspire à s’expérimenter soi-même par la rencontre du nouveau, à s’exprimer pour autrui et à rencontrer autrui en tant qu’être unique en perpétuel renouvellement de soi-même.
Nos enfants sont des merveilles (2012), essai sur l’éducation et le développement des enfants, poursuit sa réflexion sur la racine du désir de l’être humain. Le désir, dans Nos enfants sont des merveilles, constitue le fil directeur d’une éducation qui se met « au service de l’être unique qu’est l’enfant ». Non pour en faire un enfant roi susceptible de devenir le parfait consommateur dont la société libérale fait son idéal, mais afin de l’aider à limiter la dimension pulsionnelle de son être au profit des élans vrais de l’être unique qu’il est.
En 2018 et 2019, il publie les deux volets de sa réflexion sur « la véritable philosophie du Christ », Osez désirer tout et Aimez à l’infini, reposant sur la conviction qu’on a « toujours plaqué des philosophies étrangères sur sa pensée, mais qu’il existe une véritable philosophie implicite derrière les enseignements de Jésus ». Denis Marquet lit dans les enseignements du Christ une invitation à dépasser le paradigme de l’homme comme Subjectivité : « L’époque que nous vivons nous explique que l’être humain est une subjectivité, c’est-à-dire que son Moi doit être l’origine et le fondement de lui-même et de sa vie. » Il s’agirait au contraire de renoncer à être l’origine de soi pour s’ouvrir à une origine intérieure plus profonde : « Ainsi, un autre Je apparaît, un Je-source : de même que la Terre où elle affleure ne peut se prétendre l’origine de l’eau qu’elle offre, je ne suis plus l’origine de rien mais je me laisse traverser par l’Autre et je découvre, alors, que je ne suis jamais tant unique que lorsque je m’ouvre au mystère de cette altérité... »
. Le dépassement de l’individu au profit de l’être unique serait pour Denis Marquet le moyen de dépasser l’impasse moderne.

## Activités
Denis Marquet anime régulièrement des conférences sur les thèmes de la spiritualité et du développement personnel au sein de l'association Nouvelle Acropole,, au salon Zen ou pour divers congrès. Il anime également des séminaires philosophiques et des pèlerinages.

## Ouvrages
- Colère (Albin Michel, 2001, roman).
- Père (Albin Michel, 2003, roman).
- La Planète des fous (Albin Michel, 2005, roman).
- Mortelle Éternité (Albin Michel, 2008, roman).
- Éléments de philosophie angélique (Albin Michel, 2010, essai).
- Nos enfants sont des merveilles - Les Clés du bonheur d’éduquer (Nil, 2012).
- Le Testament du Roc (Flammarion, 2016).
- Osez désirer tout – La véritable philosophie du Christ (Flammarion, mars 2018).
- Aimez à l’infini – La véritable philosophie du Christ ((Flammarion, mars 2019).
- Dernières nouvelles de Babylone (Aluna Éditions, 2021).